# Proveedor de Certificación de CFDI
Un Proveedor de Certificación de Comprobantes Fiscales Digitales a través de Internet, es una empresa autorizada por el SAT para la realización de un proceso denominado timbrado. Para ello esta empresa debe Certificarse de forma de obtener el permiso del SAT.

## Proceso de Certificación
El proceso de certificación implica cumplir con una serie de requisitos, la mayoría determinados en una matriz, que el SAT exige a las empresas que quieran certificarse. Estos requisitos están orientados tanto a la tecnología necesaria, como los procesos para asegurar la información que se maneja. Uno de los puntos importantes es el resguardo de los tres componentes de la firma digital necesaria para generar facturas: el certificado, la llave del certificado, y la contraseña asociada.
Al final del proceso de certificación el SAT le otorga a este proveedor un certificado digital que deberá usar para generar los sellos en el nodo timbre de cada XML de una factura electrónica.

## Timbrado y obligaciones del Proveedor Certificado
Una vez que el Proveedor ha logrado la certificación, debe cumplir una serie de reglas para el proceso del timbrado, que consiste en agregar un nodo especial al XML que una empresa genera como factura electrónica. Este se denomina nodo fiscal, y debe ser generado sellándolo con su propio certificado, incluyendo cierta información de la factura denominada cadena original.
Antes de realizar el timbrado, el Proveedor Certificado debe realizar una serie de validaciones sobre el XML que se le envía, entre ellas, si la empresa que lo emite se encuentra vigente y con validez de operaciones en una lista que publica diariamente el SAT, denominada LCO, Lista de Contribuyentes Obligados.

## Validez de la Factura Electrónica
Un XML no es un CFDI válido si no está sellado por alguno de los proveedores de certificación. A la inversa, si ya ha sido timbrado por un Proveedor de Certificación, se considera una factura válida. El proveedor tiene un tiempo máximo de 72 horas para realizar el envío al SAT de las facturas que ha sellado. Todas ellas se envían y puede verificarse en un portal del SAT cuando ya se encuentran disponibles.